# ラワン駅
ラワン駅（ラワンえき、マレー語:Stesen keretapi Rawang）はマレーシアのセランゴール州ラワンにある、マレー鉄道ウエスト・コースト線とポート・クラン線の駅。

## 概要
KTMインターシティの一部および、KTMコミューターポート・クラン線の電車が停車する。

## 歴史
- 1892年11月7日 - 駅開業。（ラワン〜クアラ・ルンプール間の開業による）
- 1995年8月14日 - KTMコミューター ラワン〜クアラ・ルンプール間運行開始。
- 2007年4月21日 - KTMコミューター ラサ〜ラワン間運行開始。

## 駅構造
単式ホーム1面1線、島式ホーム1面2線をもつ地上駅である。駅舎は東側にあり、下りホームに面している。上りホームとは構内の跨線橋で結ばれている。ホームに面した上下線の線路2本の間に通過線が2本ある。
西側にラワン電車庫 (Rawang EMU Depot) がある。

## 駅周辺
- 国道1号（英語版、マレー語版）
- イスラム銀行

## 隣の駅
マレー鉄道
ETSゴールド（ETS Gold）
タンジュン・マリム駅 - ラワン駅 - スンガイ・ブロー駅
ETSシルバー（ETS Silver）
バタン・カリ駅 - ラワン駅 - スンガイ・ブロー駅
2 ポート・クラン線
スレンダ駅 - ラワン駅 - クアン駅